# Louis Bertrand (matemático)
Louis Bertrand (Ginebra, 3 de octubre de 1731-Ginebra, 15 de mayo de 1812) fue un matemático suizo.
Fue profesor de matemáticas en la Universidad de Ginebra de 1761 a 1795, convirtiéndose en rector en 1783.

## Obras
- Developpement nouveau de la partie elementaire des mathematiques (en francés) 1. Genève: Isaac Bardin, Imprimerie de la Societé Typografique. 1778.
- Developpement nouveau de la partie elementaire des mathematiques (en francés) 2. Genève: Isaac Bardin, Jean Pierre Bonnant. 1778.